# 中國天主教文物館
輔仁大學中國天主教文物館，座落於天主教輔仁大學野聲樓，創立於1988年（民國七十七年）2月4日，是中華民國（台灣）的一所天主教大學博物館。

## 概要
文物館創始者為輔大在台復校第二任校長－羅光總主教。羅總主教為蒐集天主教文物與于斌樞機主教（復校首任校長）的遺物，並保存教會歷史藝術文物，乃成立「中國天主教文物館」。
文物館展覽共分三大部份：
- 于斌樞機主教紀念館[2]
- 羅光總主教蒐藏館
- 中國天主教會館

## 外部連結
- 輔仁大學 校史室 >>中國天主教文物館 （页面存档备份，存于）